# Hospital Universitário da Norrland
O Hospital Universitário da Norrland (em sueco:  Norrlands universitetssjukhus) fica situado na cidade de Umeå, no norte da Suécia. 
É o maior hospital da região histórica da Norrland, assistindo umas 900 000 pessoas, habitando metade da área total do país.
Serve como hospital regional dos condados de Jämtland, Västernorrland, Västerbotten e Norrbotten, acolhendo ainda pacientes de todo o país com lesões do plexo braquial. 
Dispõe de um helicóptero-ambulância, estacionado em Lycksele.
Dispõe de 389 lugares de tratamento, servidos por 5 600 funcionários, dos quais 600 médicos e 2 000 enfermeiros.
Coopera com a Universidade de Umeå.